# Jean Camille Formigé
Jean Camille Formigé (Le Bouscat, 24 luglio 1845 – Montfermeil, 28 agosto 1926) è stato un architetto francese.
Fu il progettista della Grande Serra del "Giardino delle serre" di Auteuil (Parigi). Progettò inoltre due palazzi per l'Expo di Parigi del 1889, numerosi ed importanti monumenti funebri del cimitero di Père-Lachaise e numerose sistemazioni a giardino di grandi piazze parigine (square) e spazi verdi urbani.

Fu membro dell'Académie des beaux-arts nel 1920. Suo figlio Jules Formigé fu anche lui architetto.

## Biografia

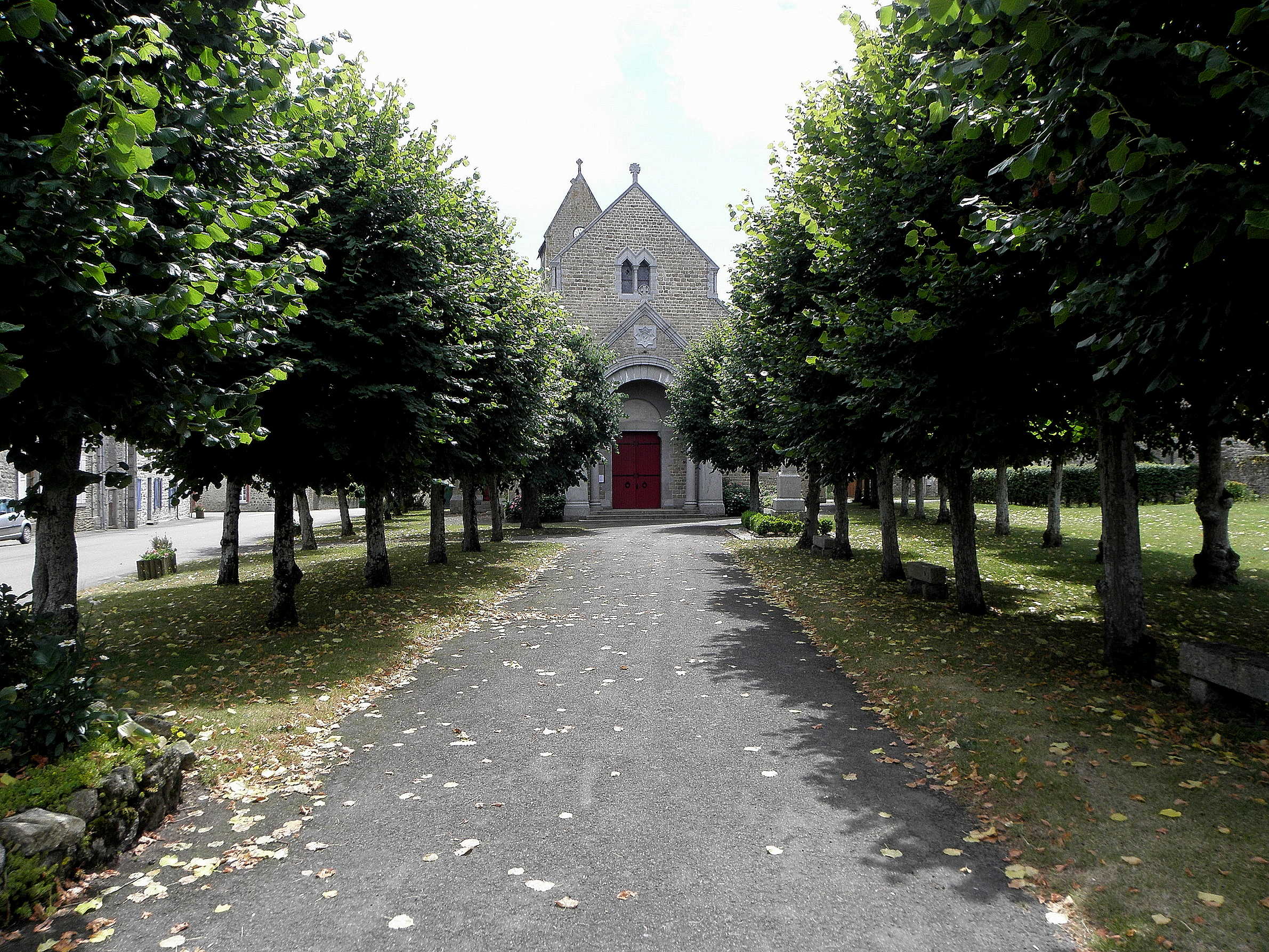
Chiesa di S. Martino a Deux-Évailles

Formigé fece i suoi studi all'École nationale supérieure des beaux-arts di Parigi nell'atelier di Charles Laisné. Fu quindi Addetto alla Commissione dei Monumenti storici dal 1871, della quale divenne poi membro nel 1887 sostituendo Victor Ruprich-Robert e dalla quale si dimise nel 1892, quando i membri della Commissione stessa non poterono più esplicare le loro funzioni essendo contemporaneamente "Architetti Capo dei monumenti storici".
Nel 1879 venne nominato architetto diocesano di Auch, al posto di Laisné, poi di Meaux, di Poitiers e di Laval, e nel 1901 Ispettore generale aggiunto. Per circa vent'anni fu anche Architetto Capo del "Servizio degli edifici, delle passeggiate e dei giardini di Parigi" e della città di Arles.
Relatore, molto apprezzato, del "Comitato degli ispettori generali" a partire dal 1876, quando raggiunse i limiti d'età nel gennaio del 1916, venne eletto membro dell'Istituto (1920).

Vinse il Premio Duc nel 1876, la medaglia d'oro ai Salon del 1875 e 1876 e all'Expo del 1878.
Jean Camille Formigé morì all'età di 81 anni, a Montfermeil, nella Regione dell'Île-de-France, e fu sepolto nel Cimitero di Passy.
Una via di Parigi, nel 15° arrondissement, gli è stata intitolata nel 1932.
 
Anche nelle città di Orange e di Bouscat (sua città natale), vi sono due strade che portano il suo nome, assieme ad una piazza nella cittadina di Fréjus.

## Opere principali
A Parigi
- Sistemazione dello spazio verde (Square Saint-Pierre) della Basilica del Sacré-Cœur. Con l'aiuto di Léopold Bévière, concepì un grande progetto di giardino in pendenza, che, mediante rampe e camminamenti, conduce dapprima ad una grande fontana, e quindi alla spianata antistante la Basilica.
- "Square d'Anvers". Progettato con la supervisione dell'ingegnere Jean-Charles Alphand. "Square des Épinettes": Spazio urbano di un ettaro di superficie nel quartiere delle Épinettes. "Square" dell'arena di Lutezia (rue Monge).
- Crematorio del cimitero di Père-Lachaise (1887-1889) e annesso colombario. L'aspetto esterno del crematorio è in stile neobizantino, mentre il frontone mostra elementi plastici di impostazione liberale e franco-massone. Un peristilio delimita un chiostro rettangolare. Vetrate e ricchi mosaici decorano l'edificio, circondato da un colombario che accoglie 26.000 loculi. L'insieme, iniziato nel 1886, fu terminato nel 1908.[2]
- Nel cimitero di Père-Lachaise, realizzò la tomba del pittore Guillaume Dubufe (1853-1909) nel 1909,[3] decorata con due bassorilievi di Albert Bartholomé (1848-1928),[4] nonché la cappella dell'industriale Emile Bariquand (1842-1904).
- Nel 1889, celebrò il trionfo dell'Età del ferro, progettando il palazzo delle Belle arti e quello delle Arti liberali, edificati in occasione dell'Expo del 1889. I due edifici si caratterizzavano per la policromia delle loro decorazioni in ceramica e la verniciatura delle strutture in ferro per le quali fu utilizzato il "bleu Formigé".[5] Le due costruzioni incorniciavano i lati est e ovest del Champ de Mars. Assai notevoli per l'ingegnosità e la creatività ornamentale, esse furono oggetto di una serie di tavole architettoniche che descrivevano il progetto e i suoi dettagli ornamentali.

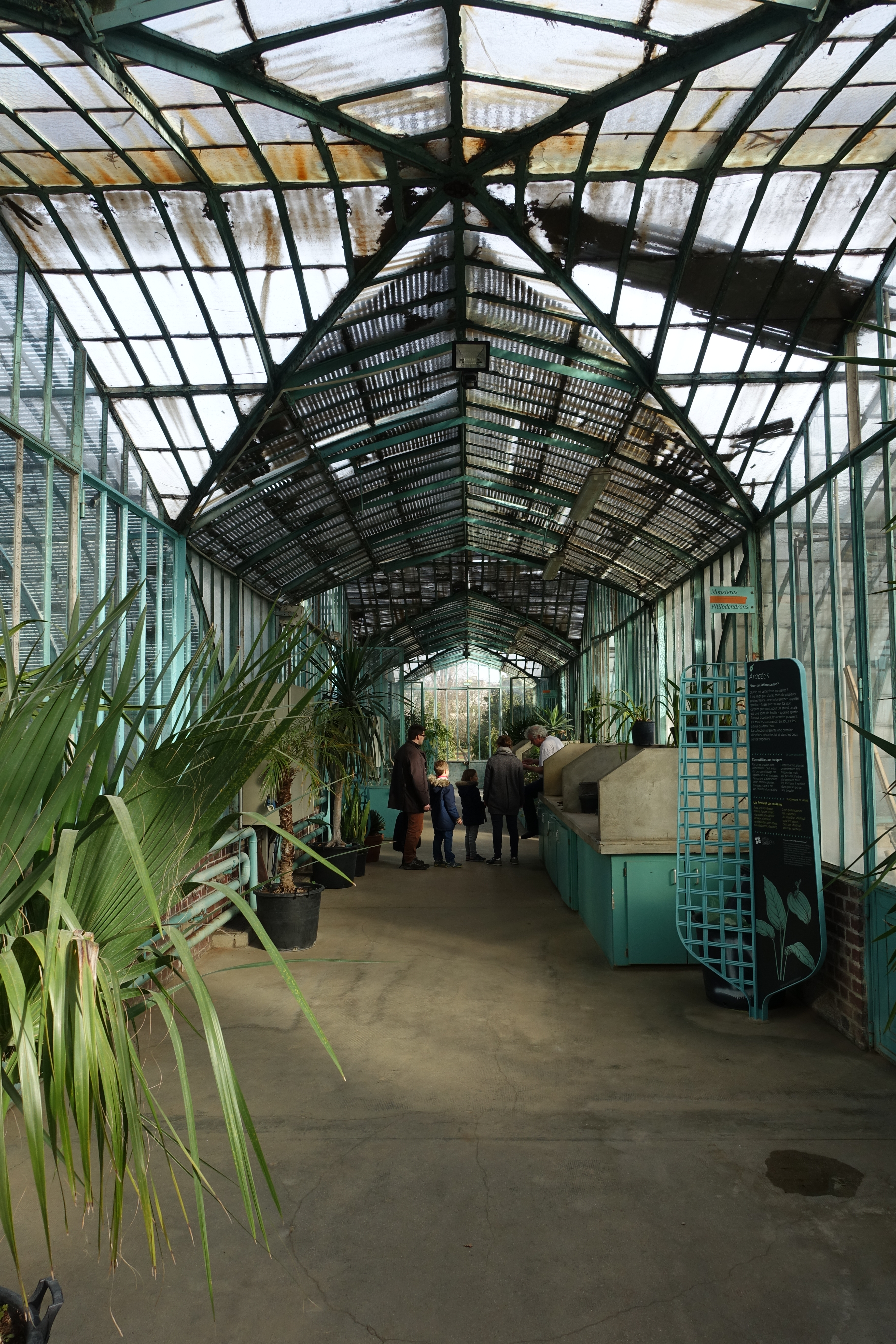
Interno di una serra

- Nel 1892 Formigé iniziò l'ampliamento dell'"Alcazar d'estate".
- Dal 1898 al 1901 si occupò della costruzione e nuova sistemazione delle serre del vivaio municipale, sito in avenue de la Porte-d'Auteuil e, di conseguenza, della gestione generale dei giardini. Le serre, imponenti costruzioni in metallo e vetro dalla colorazione azzurrata, si ergono con una certa maestosità in un paesaggio quasi incantato, realizzate spesso una dentro l'altra. Il padiglione delle azalee possiede una struttura, un'acustica e un'attrezzatura adatte anche all'esecuzione di concerti. All'esterno sono presenti opere scultorie di vari artisti come Jules Dalou e Auguste Rodin.
- Formigé partecipò anche alla sistemazione esterna della metropolitana di Parigi durante la sua costruzione. In particolare si occupò degli accessi e della decorazione di due viadotti: il viadotto di Passy (Ponte di Bir-Hakeim), ponte a due livelli costruito nel 1903/1904 da Louis Biette di cui il progetto delle decorazioni (ornamenti realizzati in ghisa) fu commissionato a Formigé e la realizzazione a Florian Kulikowski. Lo stesso avvenne per il viadotto sul ponte d'Austerlitz.
- Nel 1899, assieme allo scultore Jules Dalou, Formigé realizzò il monumento a Jean-Charles Alphand, nell'avenue Foch.
- Dal 1908, Formigé fu impegnato nella ricostruzione della galleria della Manifattura dei Gobelins. L'inaugurazione, prevista per l'estate del 1914, non ebbe luogo, e lo spazio espositivo fu aperto al pubblico solo nel 1922. Il complesso, progettato nello stile cosiddetto "Terza repubblica", è ornato da quattro cariatidi di Jean-Antoine Injalbert e da un bassorilievo di Paul Landowski.[6] L'edificio contiene e valorizza i lavori delle grandi manifatture francesi come anche le collezioni del "Mobilier national".

In altre località
- La villa di Évian della "Fondazione Foa", dedicata alla lirica, à Évian-les-Bains. La villa era destinata al barone Vita, industriale lionese, che l'aveva commissionata a Formigé come residenza estiva. Formigé concepì l'edificio ispirandosi al Rinascimento italiano. Il corpo alto, che svetta a mo' di campanile, è ispirato a quello di Villa Medici a Roma. Terrazze e grandi aperture vetrate si aprono sul Lago Lemano. Ma gli ornamenti della sala da biliardo e la rampa della scala, segnano una svolta nella carriera di Formigé, proprio in direzione dell'Art Nouveau, movimento nascente al quale, presumibilmente, egli avrebbe aderito se questa villa emblematica non fosse stata la sua ultima opera.
- Il progetto della chiesa di S. Martino di Deux-Évailles, su incarico di Georges Gamard.
- Il progetto del monumento alla Battaglia di Sidi-Brahim a Orano, realizzato da Jules Dalou nel 1896.[7]
- Il monumento a Lazare Hoche, anch'esso realizzato da Jules Dalou a Quiberon nel 1902, per il quale Formigé previde un piedistallo formato da un blocco grezzo di granito.
- Il monumento a Léon Gambetta a Bordeaux, consegnato alla città il 25 aprile del 1904. Formigé ne disegnò il piedistallo. Quest'opera fu depositata nelle riserve del Museo d'Aquitania negli anno '60.
- La realizzazione di una nuova ala del Museo Comtadin-Duplessis a Carpentras, fra il 1882 e il 1888.
- La decorazione del secondo ponte di Suresnes.

### Restauri
L'antica abbazia di Conques, a partire dal 1878, fu uno dei primi restauri di Formigé. A Poitiers, egli restaurò anche la chiesa di Notre-Dame-la Grande e quella di S. Radegonda, e inoltre il palazzo di Giustizia e la chiesa di S. Ilario il Grande. Procedette alla sistemazione di antiche rovine scoperte a Sanxay (Vienne), e diresse i lavori dell'Abbazia di Saint-Savin-sur-Gartempe, di Chauvigny e di Poissy. A Parigi restaurò la Tour Saint-Jacques.
Ma la sua attività principale di restauro si esplicò particolarmente nei dipartimenti del sud della Francia, dove diresse numerosi cantieri di scavo e, dopo Charles Questel e Henri Antoine Révoil, consolidò e restaurò i monumenti gallo-romani, in particolare a Orange e ad Arles:
- Teatro romano di Orange. Formigé s'impegnò a restituire al teatro la sua originale funzione, ampliando molto gli interventi (i gradini delle scalinate furono ricostruiti, il suolo di epoca romana fu sgomberato sino ai piedi delle facciate, i fusti caduti e sparpagliati delle colonne furono ripristinati e un pavimento venne costruito per permettere le rappresentazioni. Jules Formigé, suo figlio, proseguì questi lavori di consolidamento e restauro.
- Anfiteatro e Arena di Arles. Consolidò, restaurò e ripristinò parti del monumento.[8] Anche ad Arles suo figlio Jules gli succedette nei lavori. In quella occasione Formigé s'interessò alla famosa Venere di Arles, della quale credette nel 1911 di riscoprire la copia iniziale, opera di Jean Péru.

Camille Formigé fu un architetto pienamente aderente all'eclettismo di fine '800, non insensibile a certe velleità monumentalistiche del gusto parigino. Ma si mosse sempre con ammirevole moderazione e inventiva. Molto interessanti sono le strutture metalliche progettate per le Serre di Auteuil e i particolari interni della villa a Évian, con i quali anticipò il movimento dell'"Art nouveau" che dalle ceneri dell'eclettismo prese le mosse.

## Galleria d'immagini

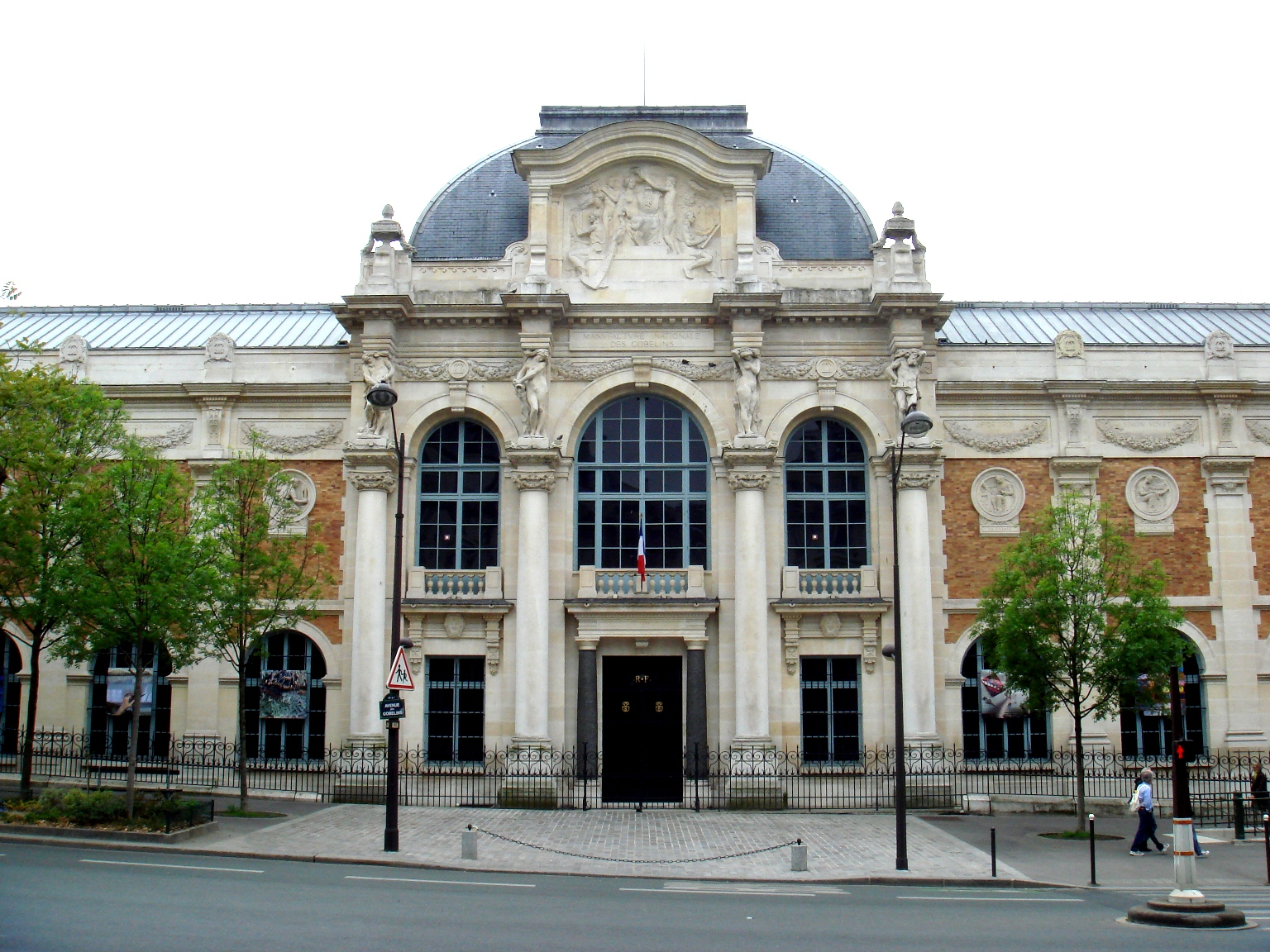
La manifattura dei Gobelins
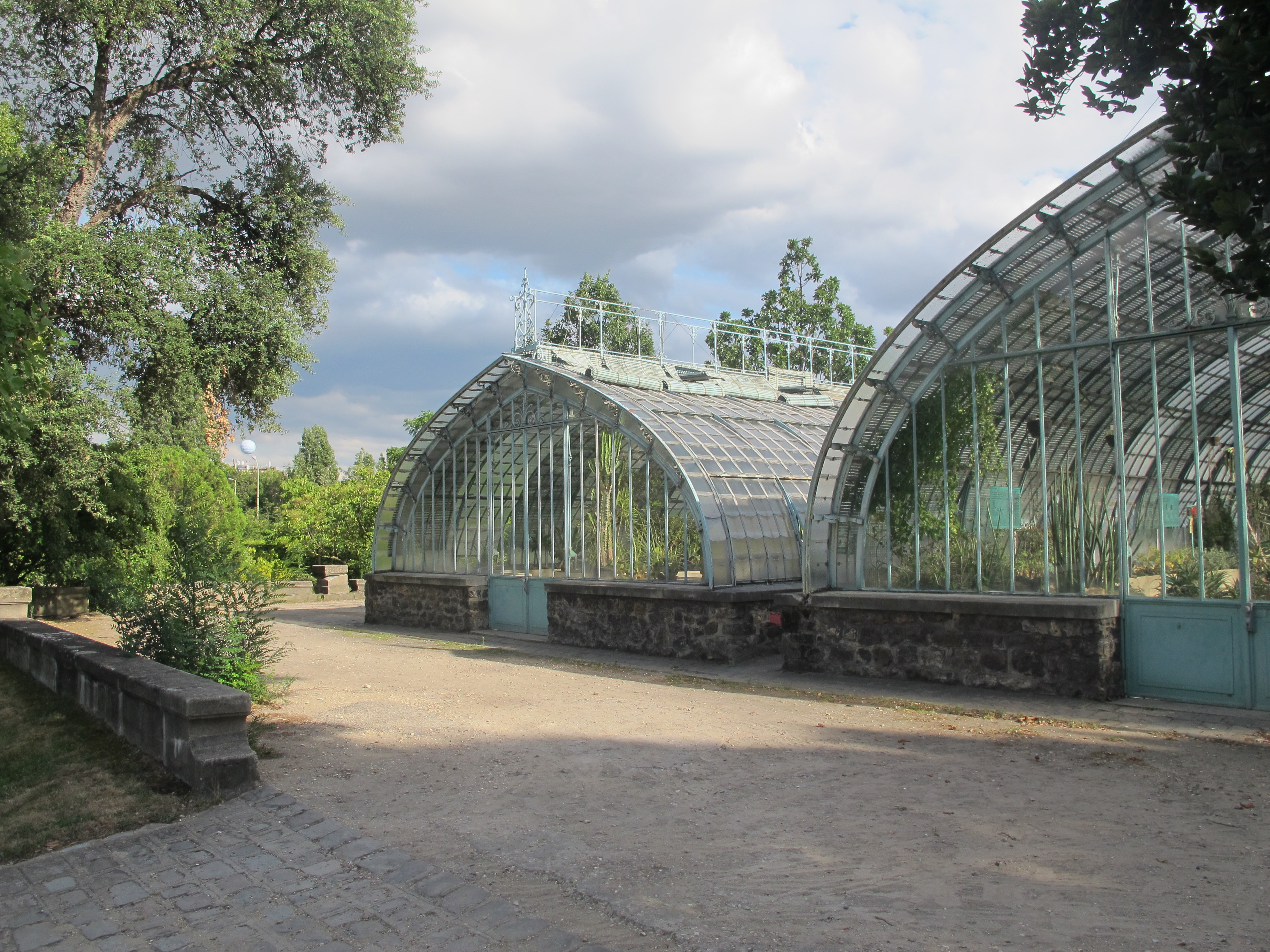
Il giardino delle Serre d'Auteuil, a Parigi
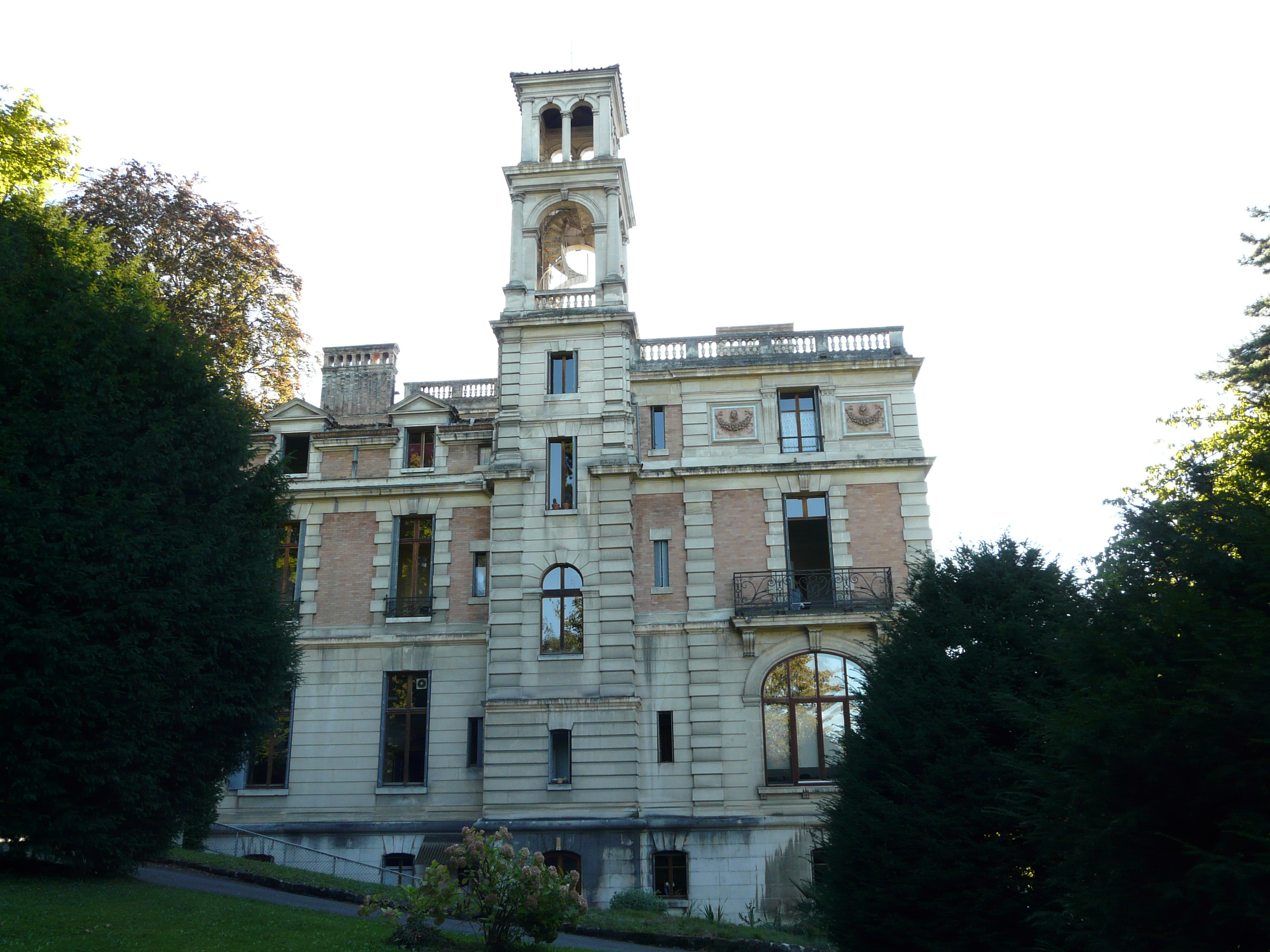
Villa La Sapinère a Évian
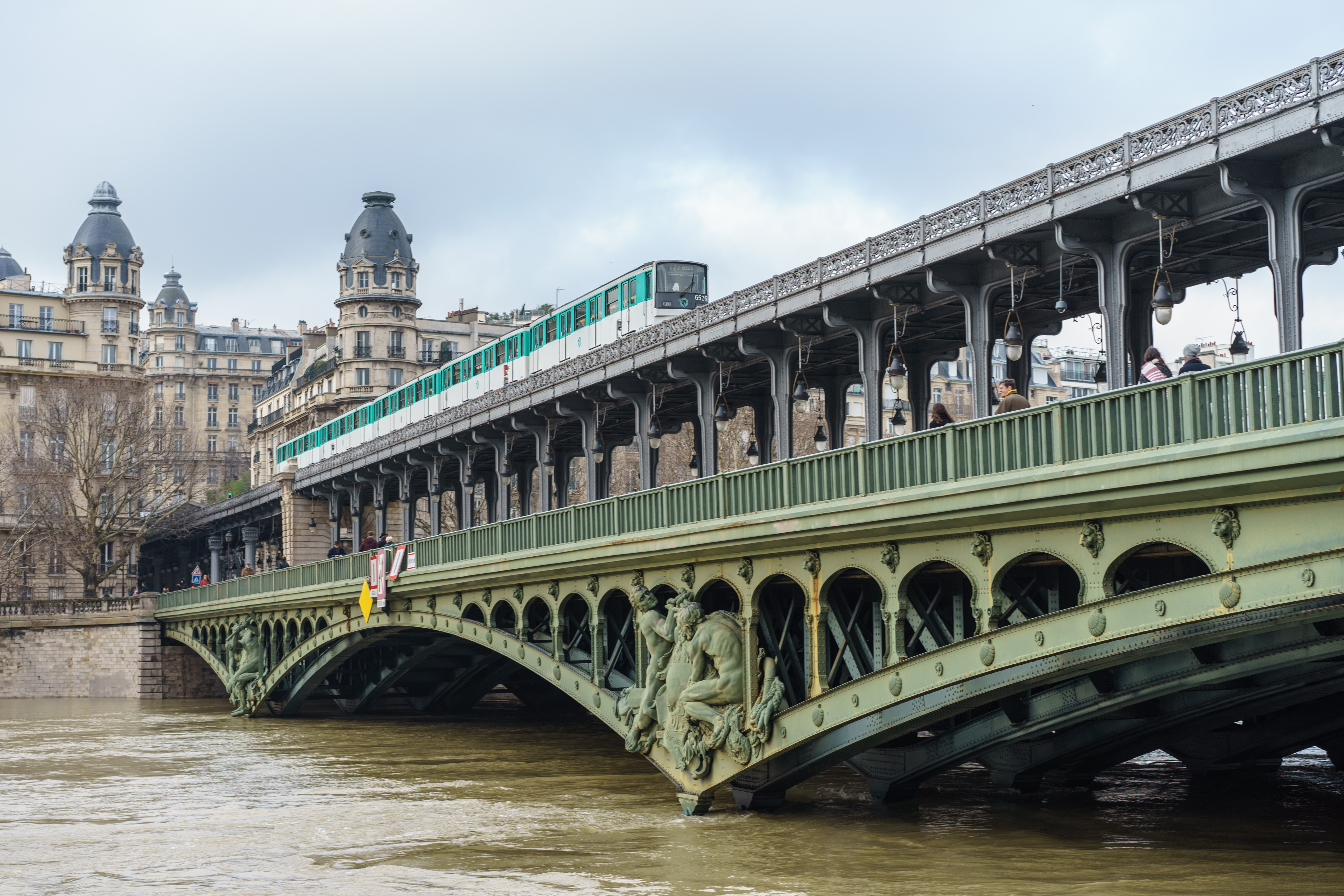
Il ponte Bir-Hakeim a Parigi